# The Family Way
《The Family Way》는 조지 마틴이 프로듀싱하고 편곡한 사운드 트랙이다. 명의는 조지 마틴 오케스트라(the George Martin Orchestra). 1967년 1월 데카 레코드에서 발표되었으며 풀 네임은 《The Family Way (Original Soundtrack Album)》. 비틀즈의 폴 매카트니가 이 프로젝트를 위해 특별히 지은 곡을 가지고 조지 마틴이 편곡한 곡이 들어있다. 앨범 비수록곡이 선행하여 발표되었는데 1966년 12월 23일 유나이티드 아티스츠 레코드에서 발매한 앞면 〈Love in the Open Air〉, 뒷면 〈Theme from 'The Family Way'〉의 싱글이 그것.
〈Love in the Open Air〉은 1968년 아이버 노벨로상 최우수 기악 주제곡 부문을 수상했다. 1996년 리마스터되어 1966년의 예의 싱글과 생략한 곡을 포함한 CD가 발매되었다.

## 곡 목록

### 오리지널 1967년 발매
사이드 1
1. The Family Way

사이드 2
1. The Family Way

### 2011년 CD 재발매
1. Cue 2M1 / 2M4
2. 5M1 / 11M3
3. 6M4 / 7M2
4. 6M2 / 1M2
5. 10M1 / 6M3 / 4M1 / 1M3 / 1M4
6. Love in the Open Air (7M3)
7. 2M5
8. 1M1
9. 7M1
10. 11M1 / 11M2 / 10M3 / 8M1
11. 12M1
12. 13M1
13. 13M2
14. Theme from The Family Way